# Barleben
Barleben er en kommune med omkring 9.000 indbyggere, i Landkreis Börde i den tyske delstat Sachsen-Anhalt, beliggende nord for Magdeburg og syd for Wolmirstedt ved motorvej 2 (Hannover–Berlin).
- Rådhuset i Barleben
- Alte Kirchstraße
- Barleben Kirke